# Крогман, Карл Винсент
Карл Винсент Крогман (нем. Carl Vincent Krogmann; 3 марта 1889 — 14 марта 1978) — германский банкир, промышленник и член Национал-социалистической немецкой рабочей партии (НСДАП). Работал бургомистром Гамбурга в период существования Третьего рейха.

## Ранний период жизни
Родился 3 марта 1889 года в семье гугенотов Гамбурга, женился на Эмерентии Крогман, которая была известна своими антисемитскими взглядами. Его семья занималась судоходством и он унаследовал одну из ведущих морских компаний города. В 1932 году Карл Винсент Крогман был одним из основателей «Круга друзей рейхсфюрера СС», влиятельной группы ультраправых промышленников, основанной Вильгельмом Кепплером. В отличие от Кепплера, Карл Винсент не был членом НСДАП до 1933 года, из-за чего имел мало влияния в политике в последующие годы.

## Бургомистр
8 марта 1933 года был назначен бургомистром Гамбурга после того, как его кандидатуру одобрила коалиция из 8 членов НСДАП, 4 членов Немецкой национальной народной партии и по одному от Немецкой народной партии и Государственной партии Германии. Партия НСДАП распустила парламент Гамбурга, что привело к увеличению влияния и полномочий Карла Винсента. Его назначение было обусловлено в немалой степени из-за того, то он являлся членом одной из выдающихся торговых семей Гамбурга, и члены НСДАП надеялись, что Карл Винсент повлияет на деловое сообщество города, многие из которых скептически относятся к национал-социалистам.
Несмотря на свой шаткий статус, Крогман, поклонник произведений Рихарда Вагнера, Пауля де Лагарда и Хьюстона Стюарта Чемберлена, был убежденным сторонником национал-социализма, особенно его антисемитских аспектов, и строго соблюдал антиеврейские законы в Гамбурге, публично выступая в их поддержку. В 1935 году он продемонстрировал это в своей речи на «Ostasiatischer Verein», в которой обратился к представителям деловых кругов, критикующих расовую политику Третьего рейха, подчеркивая при этом важность решения еврейского вопроса. Однако, у Карла Винсента Крогмана был конкурент в лице рейхсштатгальтера Карла Кауфмана, который к 1936 году был назван фюрером Гамбурга. В 1937 году Карл Винсент был понижен в должности до первого советника муниципальной власти.

## После окончания войны
После окончания Второй мировой войны был интернирован в лагерь в Билефельд. В августе 1948 года был оштрафован на 10 000 марок за членство в НСДАП и освобождён. Ушел из политики и работал сначала в строительстве, прежде чем занялся собственным оптовым бизнесом по пиломатериалам, а также публиковал различные издания своих дневников. Скончался в Гамбурге в 1978 году.